# Zone van Nassarius propinquus en Lentidium complanatum

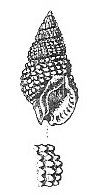

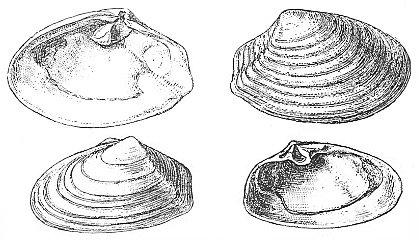
Nassarius propinquus en Lentidium complanatum
naamgevende soorten
voor MOL. C

De Zone van Nassarius propinquus en Lentidium complanatum of MOL.C is een molluskenbiozone in het mariene Laat-Plioceen van Nederland. De zone is vernoemd naar twee meestal algemeen optredende soorten: Nassarius propinquus en Lentidium complanatum.
De zone werd in 1975 door Spaink geïntroduceerd als onderdeel van een biozonering van de mariene afzettingen uit het Boven Mioceen tot en met het Vroeg Pleistoceen van Nederland. De zone is aanwezig in het bovenste deel van de Formatie van Oosterhout en heeft een Reuverien ouderdom.

## Definitie
De zone is gedefinieerd als een assemblagezone (associatie zone). Dat betekent dat van een gegeven aantal soorten die een 'assemblage' kunnen vormen een aantal in de bestudeerde laag moet voorkomen om de aangetroffen fossiele fauna tot die zone te kunnen rekenen. Hoewel dus alle als kenmerkend beschouwde soorten bij elkaar kunnen worden aangetroffen is het niet noodzakelijk dat al deze soorten daadwerkelijk aanwezig zijn. Het is zelfs niet noodzakelijk dat de naamgevende soorten van de zone in de onderzochte laag aanwezig zijn.
Spaink (1975) beschouwde het gezamenlijke voorkomen van een aantal van de volgende soorten als kenmerkend voor deze zone:
| - Bittium robustum - Barnea cylindrica - Cerastoderma hostiei - Cerastoderma parkinsoni - Dosinia exoleta - Ensis complanatus - Eula terebellata - Euspira catenoides | - Gibbula gelriana - Gibbula solarium - Melaraphe suboperta - Lentidium complanatum - Ellobium pyramidale - Nassarius kennardi - Nassarium lamellilabrus | - Nassarius propinquus - Spinucella tetragona - Ptychopotamides tricinctus - Spisula arcuata - Spisula inaequilatera - Turbonilla internodula - Venerupis rhomboides |

Natuurlijk zijn dit niet alle soorten die uit deze zone bekend zijn maar deze beperkte lijst geeft al aan dat de associatie duidt op een relatief warme zee. Verder valt het relatief hoge aandeel van uitgestorven soorten op. Deze soorten verdwijnen tijdens het eerste glaciaal (Pretiglien) van het Kwartair en zijn in deze biozone in het Noordzee gebied voor het laatst aanwezig.
De MOL.C zone werd beschreven als onderdeel van een serie molluskenzones beginnend in het Boven Mioceen tot aan de regressie aan het eind van het Tiglien. Van oud naar jong zijn dit de zones MOL.E tot en met MOL.A (zie het schema onderaan op deze pagina).
Hoewel het type zone dit niet noodzakelijk maakt werden deze zones vooral tijdstratigrafisch opgevat. Waarschijnlijk is dat grotendeels terecht maar later onderzoek heeft uitgewezen dat de werkelijkheid ingewikkelder is. Het is mogelijk dat MOL.C en MOL.D1 deels tijdsequivalent zijn en in feite op faciële verschillen duiden. In ieder geval is het onderscheid tussen MOL.C en MOL.B zeer groot. Tussen deze twee zones voltrekt zich een grote verandering wat zichtbaar is in een verschuiving van relatief warm water naar een hoogboreaal tot arctisch water.

## 'Mid Pliocene Thermal Optimum'
Mogelijk valt deze biozone samen met wat internationaal bekendstaat als het 'Mid Pliocene Thermal Optimum'
De term "Mid Pliocene" schept hier verwarring. In Nederland is biozone MOL.C van Laat Pliocene ouderdom. Dit komt overeen met de praktijk in vele andere landen. Echter, over de grens tussen het Plioceen en het Pleistoceen bestaat internationaal geen overeenstemming. Als gevolg hiervan zijn de perioden die volgens de ene mening als "Midden Plioceen", respectievelijk "Laat Plioceen" wordt aangeduid, volgens de andere mening "Laat Plioceen" respectievelijk "Vroeg Pleistoceen". De eerste mening is momenteel in een voorstel voor een nieuwe "geologische standaard tijdschaal" opgenomen. Het is echter twijfelachtig of deze tijdschaal door de IUGS geaccepteerd zal gaan worden.

## Biozones in Nederland
| chronostratigrafie | chronostratigrafie | Associatiezone                                         | Associatiezone                                         | Associatiezone                                         | Zonesymbool |
| ------------------ | ------------------ | ------------------------------------------------------ | ------------------------------------------------------ | ------------------------------------------------------ | ----------- |
| Onder- Pleistoceen | Tiglien            | Zone van Mya arenaria en Hydrobia ulvae                | Zone van Mya arenaria en Hydrobia ulvae                | Zone van Mya arenaria en Hydrobia ulvae                | MOL.A       |
| Onder- Pleistoceen | Pretiglien         | Zone van Serripes groenlandicus en Yoldia lanceolata   | Zone van Serripes groenlandicus en Yoldia lanceolata   | Zone van Serripes groenlandicus en Yoldia lanceolata   | MOL.B       |
| Plioceen           | Piacenzien         | Zone van Nassarius propinquus en Lentidium complanatum | Zone van Nassarius propinquus en Lentidium complanatum | Zone van Nassarius propinquus en Lentidium complanatum | MOL.C       |
| Plioceen           | Piacenzien         | Zone van Turritella triplicata en Yoldia semistriata   | MOL.D                                                  | Subzone van Nassarius reticosus en Chlamys opercularis | MOL.D1      |
| Plioceen           | Zanclien           | Zone van Turritella triplicata en Yoldia semistriata   | MOL.D                                                  | Subzone van Chlamys gerardi en Astarte trigonata       | MOL.D2      |
| Boven Mioceen      | Boven Mioceen      | Zone van Arcoperna sericea en Chlamys tigerina         | Zone van Arcoperna sericea en Chlamys tigerina         | Zone van Arcoperna sericea en Chlamys tigerina         | MOL.E       |

## Relaties met vroeger en elders gebruikte eenheden
Equivalenten van deze zone zijn aanwezig in Engeland, in de Red Crag Formation in East Anglia. In België komt deze zone ongeveer overeen met het Merksemien.

## Mollusken uit zone MOL.C

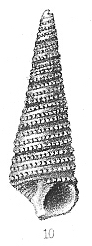
Ptychopotamides tricinctus
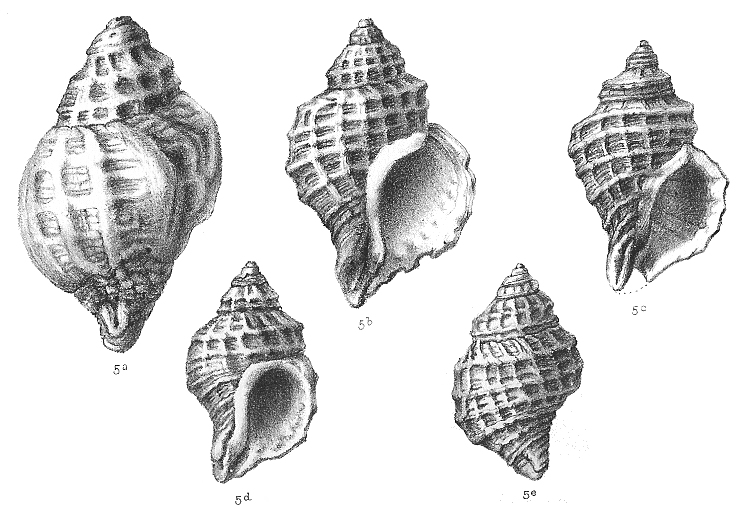
Spinucella tetragona
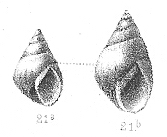
Melarhaphe suboperta
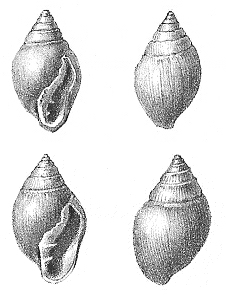
Ellobium pyramidale
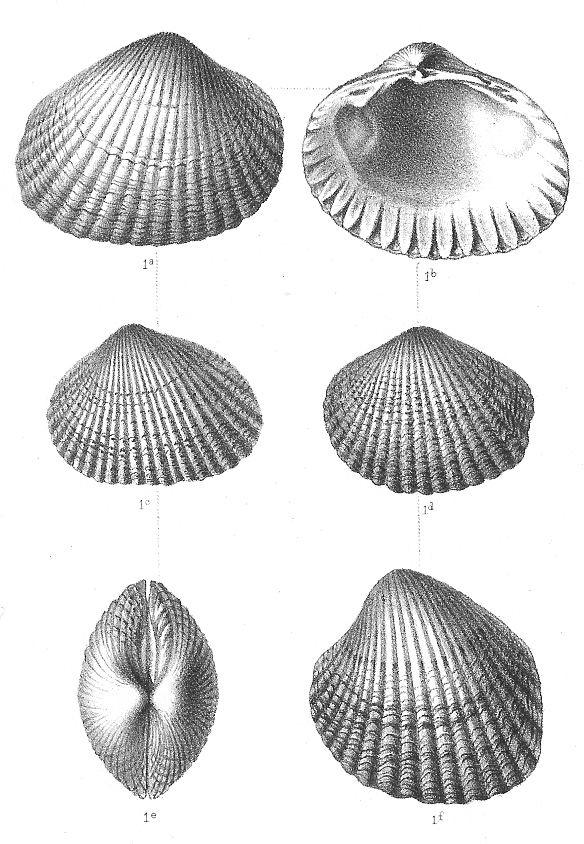
Cerastoderma hostiei
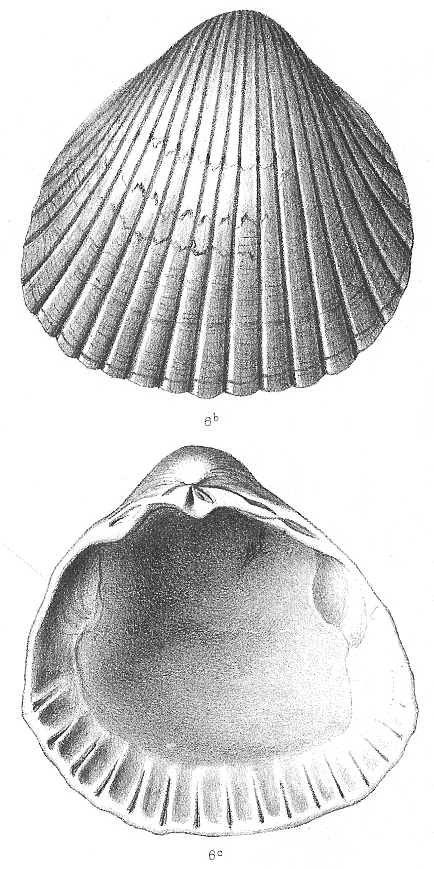
Cerastoderma parkinsoni